# Regino Sainz de la Maza
Regino Sainz de la Maza y Ruiz (Burgos, 7 de setembro de 1896 — Madri, 26 de novembro de 1981) foi um violonista espanhol.